# Saarijärvi (sjö i Juankoski, Norra Savolax)
Saarijärvi är en sjö i kommunen Juankoski i landskapet Norra Savolax i Finland. Sjön ligger 123,9 meter över havet. Den är 13,5 meter djup. Arean är 18 hektar och strandlinjen är 2,75 kilometer lång.  Den  ingår i Vuoksens huvudavrinningsområde.  Sjön ligger omkring 43 kilometer nordöst om Kuopio och omkring 370 kilometer nordöst om Helsingfors. 
I sjön finns ön Suosaari. 